# Anna German
Anna Wiktoria German-Tucholska (14. února 1936 Urganč (Uzbekistán) – 25. srpna 1982 Varšava) byla polská zpěvačka narozená na území dnešního Uzbekistánu (tehdy Sovětský svaz) v rusko-německé rodině. Zpívala hlavně polsky a rusky, ale také anglicky, italsky, španělsky, německy či mongolsky. Nejpopulárnější byla v 70. letech 20. století, krom Polska také hodně v SSSR.

## Život
Její matka Irma Martensová byla z komunity mennonitů, které na území Ruské říše kdysi pozvala Kateřina II. Mluvila mennonitskou dolní němčinou (plattdeutsch). Její otec, Eugen Hörmann byl roku 1937 zatčen NKVD, obviněn ze špionáže a popraven. Anna a její matka pak žily ve velice těžkých podmínkách v Taškentu, v Kyrgyzstánu a Kazachstánu; v té době zemřel i Annin mladší bratr. Její matka se pak vdala za Germana Bernera, příslušníka polské armády v SSSR (Ludowe Wojsko Polskie). Irma s Annou dostaly díky tomu povolení se po válce, roku 1946, v Anniných deseti letech, přestěhovat do polského Slezska, nejprve do města Nowa Ruda, roku 1949 pak do Vratislavi (Wrocławi). Anna se rychle naučila polsky a její komplikovaný původ byl na dlouhá léta zakryt rouškou tajemství. Vystudovala nejprve geologii na Vratislavské univerzitě.
Právě zde, ve studentském prostředí, začala koketovat se zpěvem a divadlem, nejprve na prknech divadla Kalambur. Zlomem v její kariéře se stal rok 1964, kdy vyhrála Festival polské písně v Opole (Krajowy Festiwal Piosenki Polskiej w Opolu), a to s písní Tańczące Eurydyki. O rok později definitivně získala statut hvězdy, když vyhrála známý festival v Sopotech. Roku 1967 se zúčastnila Festivalu San Remo v Itálii, bohužel se však v Itálii též těžce zranila při autohavárii. Upadla dokonce do komatu a lékaři nevěřili v její přežití. Po probrání z komatu byla prognóza, že už nebude nikdy chodit, ani zpívat. To se však nakonec nepotvrdilo, byť rehabilitace si vyžádala několik let a na pódia se vrátila až roku 1972. Její „zmrtvýchvstání“ bylo v Polsku senzací a při jejím prvním živém vystoupení po pěti letech ji čekal čtyřicetiminutový aplaus ještě předtím, než začala zpívat. V 70. letech pak prožila vrchol slávy, když koncertovala, krom Polska a SSSR, též v Belgii, Německu, USA, Kanadě a Austrálii. Hrála též ve filmu Andrzeje Wajdy Krajina po bitvě (Krajobraz po bitwie) z roku 1970. Nazpívala i několik filmových písní, nejznámější je Echo ľubvi k filmu režiséra Jevgenija Matvejeva Osud. Těsně před smrtí se dala pokřtít.

## Odkaz
Roku 2012 byl o jejím životě natočen koprodukční televizní seriál Anna German, titulní role se zhostila litevská herečka Joanna Moro.

## Diskografie

### Polská alba
- 1966 Tańczące Eurydyki
- 1967 Recital piosenek
- 1970 Człowieczy los
- 1971 Wiatr mieszka w dzikich topolach
- 1971 Domenico Scarlatti – Arie z opery „Tetida in Sciro”
- 1974 To chyba maj
- 1978 Anna German
- 1983 Niezapomniane przeboje
- 1984 Jesteś moją miłością
- 1989 Anna German
- 1989 Znaki zapytania
- 1990 Powracające słowa 1
- 1990 Powracające słowa 2
- 1991 Zakwitnę różą
- 1991 Recital piosenek
- 1994 Nasza ścieżka
- 1994 Złote przeboje neapolitańskie
- 1995 Planeta Anna 1
- 1995 Planeta Anna 2
- 1998 Wiatr mieszka w dzikich topolach
- 1999 Tańczące Eurydyki
- 1999 Platynowa kolekcja
- 1999 Złote przeboje
- 1999 Bal u Posejdona
- 2001 Tańczące Eurydyki
- 2001 Recital piosenek
- 2001 Człowieczy los
- 2001 Wiatr mieszka w dzikich topolach
- 2001 Domenico Scarlatti – Arie z opery „Tetida in Sciro”
- 2001 To chyba maj
- 2001 Pomyśl o mnie
- 2003 Człowieczy los
- 2004 Złote przeboje
- 2008 Z archiwum polskiego radia – Anna German nagrania z lat 1961–1979
- 2012 Wspomnienie. Anna German o sobie
- 2013 Z archiwum polskiego radia – Anna German nagrania z lat 1961–1979
- 2013 40 Piosenek Anny German
- 2013 Recital Opole '71 – Z archiwum polskiego radia

### Ruská alba
- 1977 Když kvetly sady (Когда цвели сады)
- 1979 Přítel delfín (Друг дельфин)
- 1980 Naděje (Надежда)
- 1982 Poslední setkání (Последняя встреча)
- 1982 Echo lásky (Эхо любви)
- 1996 Nezapomenutý motiv (Незабытый мотив)
- 1996 Nejlepší písně (Лучшие песни)
- 1998 Když kvetly sady (Когда цвели сады)
- 1999 Antołogie sovětského šlágru (Антология советского шлягера)
- 2000 Ruská encyklopedie estrádní hudby (Российская эстрадная музыкальная энциклопедия)
- 2000 Poslední setkání (Последняя встреча)
- 2001 Lásky nehlučná slova (Любви негромкие слова)
- 2001 Vaše oblíbené písně (Ваши любимые песни)
- 2003 Naše oblíbené písně (Наши любимые песни)
- 2003 Zlatý věk ruské estrády (Золотой век русской эстрады)
- 2003 Posedíme, pomlčíme (Посидим, помолчим)
- 2003 Díky ti, moje srdce (Спасибо тебе, моё сердце)